# Метте Шьольдагер
Метте Шьольдагер (дан. Mette Schjoldager; нар. 21 квітня 1977, Орхус, Данія) — данська бадмінтоністка, олімпійська медалістка, призерка чемпіонатів світу, чемпіонка Європи.

## Виступи на Олімпіадах
| Олімпіада   | Дисципліна      | Місце |
| ----------- | --------------- | ----- |
| Сідней 2000 | змішаний розряд | 5     |
| Сідней 2000 | парний розряд   | 9     |
| Афіни 2004  | змішаний розряд | 3     |
| Афіни 2004  | парний розряд   | 9     |

Бронзову медаль виборола в парі з Єнсом Еріксеном на літніх Олімпійських іграх 2004 року в Афінах в парному змішаному розряді.

## Виступи на Чемпіонатах світу
Бронзова медалістка чемпіонату світу 2001 року (партнер — Єнс Еріксен) в парному змішаному розряді.

## Виступи на Чемпіонатах Європи
Чемпіонка Європи 2002 року (партнер — Єнс Еріксен) парному змішаному розряді. Багаторазова срібна та бронзова призерка чемпіонатів Європи в парному жіночому та змішаному розрядах.